# Pietro Marchetti (scultore)
Pietro Marchetti (Torano, 5 aprile 1766 – Carrara, 20 aprile 1846) è stato uno scultore italiano direttore della Reale Accademia di belle arti di Carrara.

## Biografia
Nacque a Torano (Carrara) da Giuseppe Marchetti, padrone delle cave di marmo di Poggio Silvestro, Piastra, Ravaccione, Fossa dei Bicchieri, Fossa degli Angioli, Canal Bianco e Sponda, e amministratore dei detti territori sotto la Duchessa e Sovrana di Massa e Principessa di Carrara Maria Teresa Cybo-Malaspina, e da Francesca Finelli ovvero la figlia dello scultore Giuliano Finelli, anch'egli padrone di agri marmiferi. Principiò i suoi studi con lo zio materno all'Accademia di belle arti di Carrara, andò poi a Roma dove fu più volte premiato all'Accademia di San Luca. Quivi si sposò con Maria Cardelli, proveniente da una famiglia di scultori, dalla quale ebbe sette figli.
Nel 1803 tornò a Carrara per curare il commercio dei marmi che si era sviluppato a seguito di un'associazione con i cognati.
Nel 1807 fu nominato da Elisa Bonaparte Baciocchi, professore dell'Accademia Eugeniana.
Nel 1811 contribuì alla decorazione di Villa Reale di Marlia.
In seguito si curò dell'istruzione artistica dei figli Michele Angelo e Nicola, e del nipote Pietro Tenerani con cui scolpì la copia in marmo dell'Apollo del Belvedere su commissione di Luciano Bonaparte per la villa della Ruffinella a Frascati.
Dopo la Restaurazione fu nominato quarto asserssore del Magistrato del Comune di Carrara nel 1820 e nel 1829.
Nel Novembre del 1829 fu incaricato della realizzazione delle statue destinate ad adornare il catafalco della duchessa Maria Beatrice.
Nel 1833 finanziò la costruzione del Teatro e del Casino civico dell'Accademia degli Animosi di cui divenne Presidente, Tesoriere e Segretario.
Nel 1835 fu nominato dal duca di Modena Francesco IV d'Este Direttore della Reale Accademia di belle arti di Carrara.
Dal 1843 al 1845 fu Commissario alla Cassa di risparmio di Carrara.
Morì a Carrara il 20 aprile 1846 lasciando ai figli un immenso patrimonio artistico, immobiliare e terriero.

## Galleria d'immagini

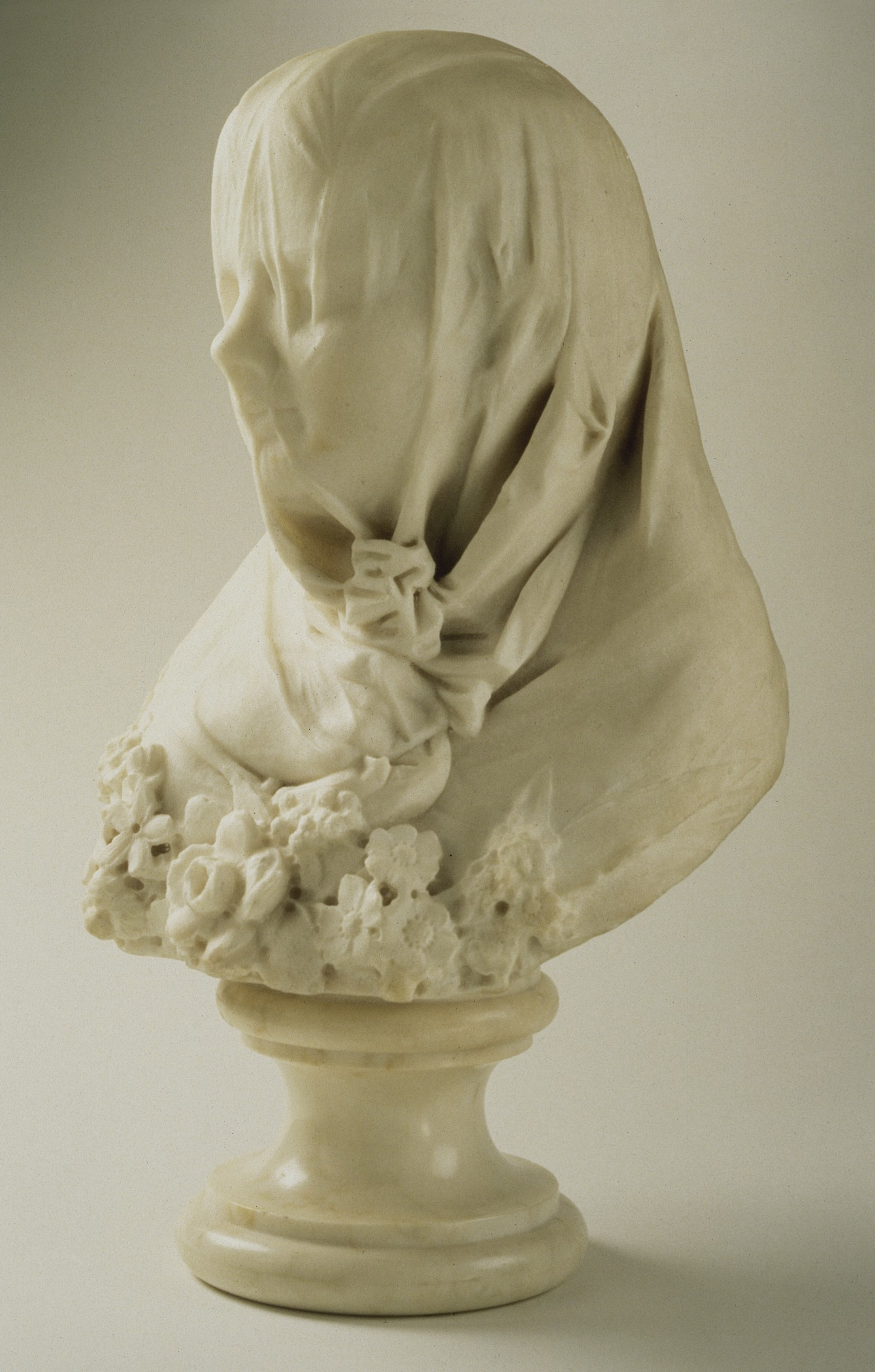
Un busto scolpito da Pietro Marchetti
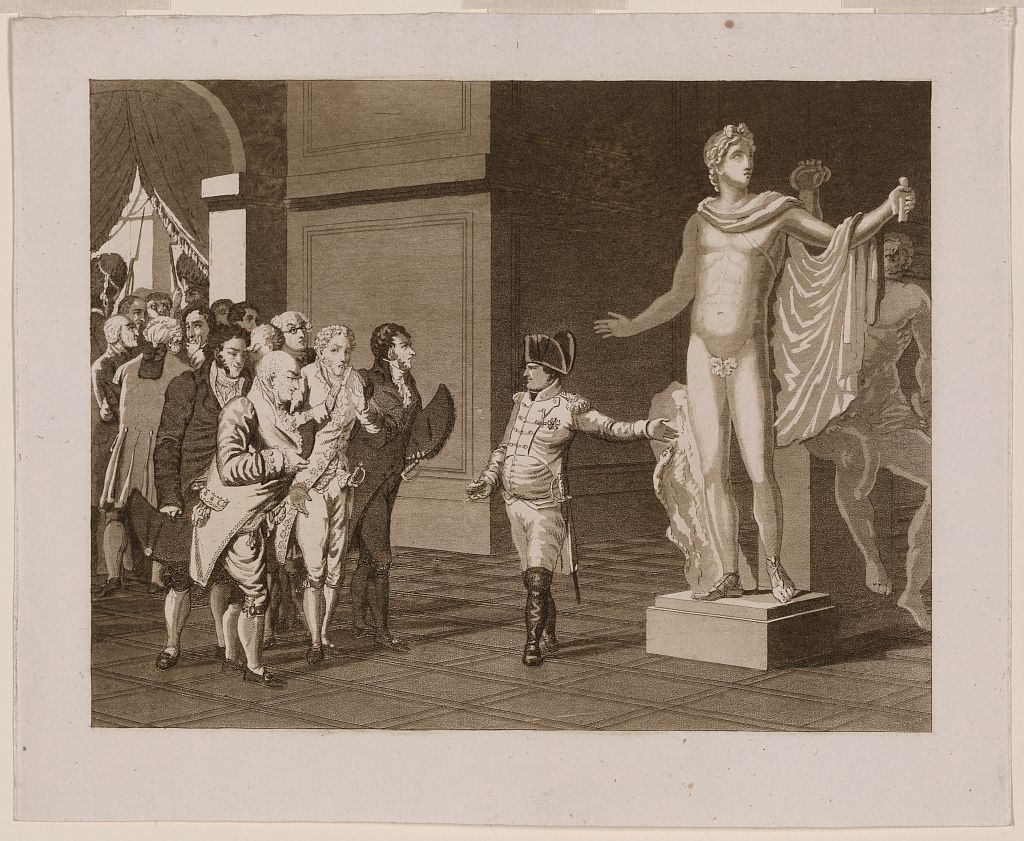
Illustrazione raffigurante Napoleone mentre mostra l'Apollo del Belvedere di Marchetti e Tenerani ad un gruppo di gentiluomini.
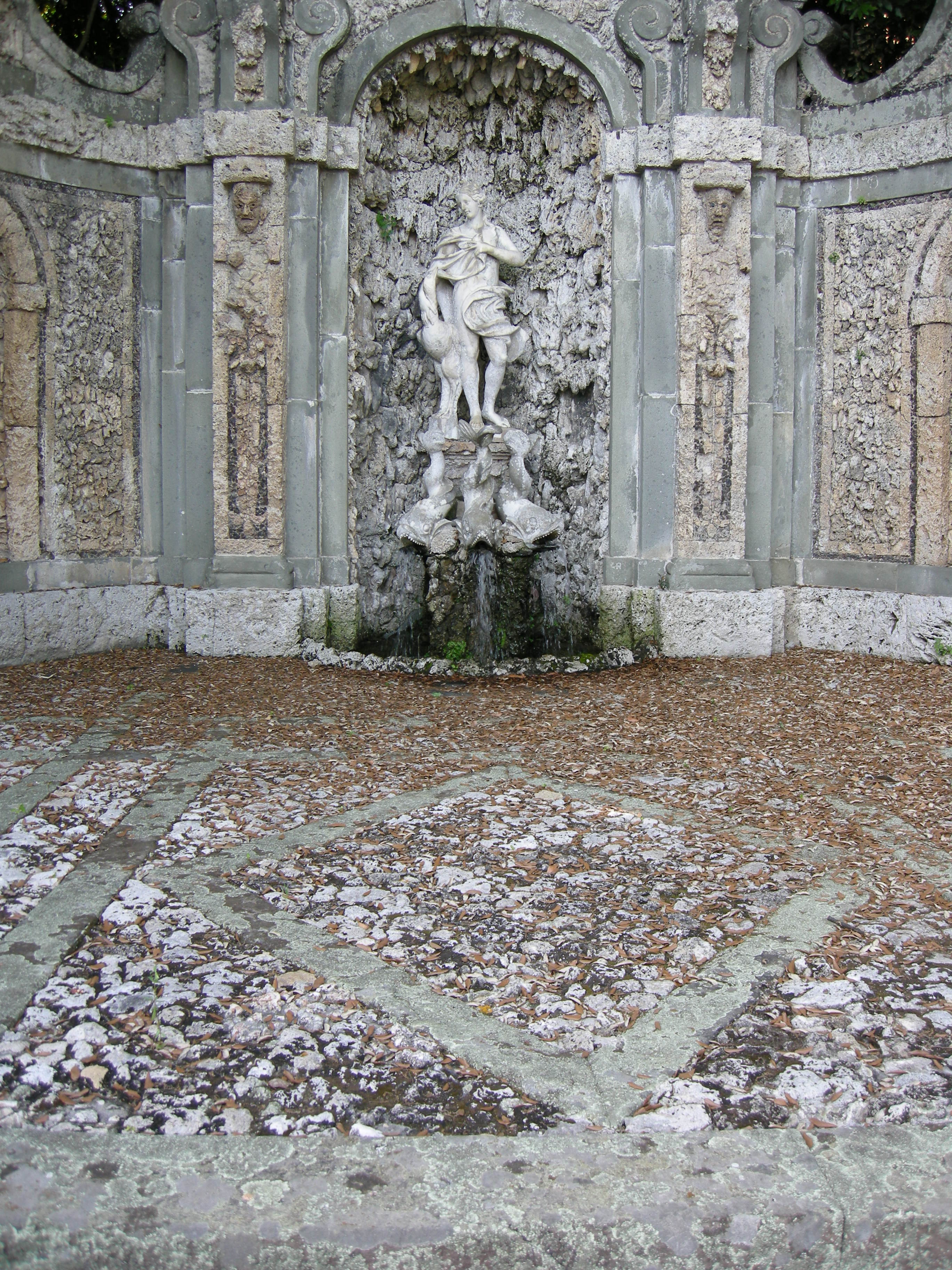
Giardino dei Limoni, Villa reale di Marlia